# Hugo Ventura
Hugo Ventura Ferreira Moura Guedes (* 14. Januar 1988 in Vila Nova de Gaia) ist ein ehemaliger portugiesischer Torwart.

## Karriere

### Im Verein
Hugo Ventura spielte ab dem zehnten Lebensjahr für die Jugendmannschaften des FC Porto und rückte 2007 in den Profikader des Vereins auf. Am 10. Mai 2008 debütierte er im Rahmen eines 2:0-Sieges gegen Naval 1º de Maio in der Primeira Liga. Da er im Profiteam nicht auf regelmäßige Einsatzzeiten kam, wurde er in der Folge bis zum Ende seines Fünfjahresvertrages sukzessive an andere Teams verliehen: In den Spielzeiten 2009/10 und 2010/11 bestritt er für den SC Olhanense und Portimonense SC 55 Erstligaspiele. Bei den anschließenden Leihgeschäften mit Olhanense und Sporting Lissabon war er jedoch nur Ersatztorhüter. Zur Rückrunde der Saison 2013/14 wechselte er zum Rio Ave FC, bestritt im Laufe der Spielzeit aber nur zwei weitere Ligaspiele. Im Folgejahr schloss er sich Belenenses Lissabon an und erkämpfte sich letztlich einen Stammplatz.

### In der Nationalmannschaft
Ventura bestritt über 30 Länderspiele für Portugals Nachwuchsnationalteams. Im Februar 2011 wurde er vom damaligen Nationaltrainer Paulo Bento für ein Freundschaftsspiel gegen Argentinien erstmals in den Kader der A-Nationalmannschaft berufen. Die nächste Nominierung erfolgte erst im März 2015 durch Fernando Santos anlässlich eines EM-Qualifikationsspiels gegen Serbien.